# Visionssøgning
Visionssøgning er en persons aktive og forberedte måde at stræbe efter at få en dybere vejledning og indsigt i livet på end muligt gennem rationel tænkning.:32  Ved ydmygt at fuldføre en ofte krævende og lang visionssøgning tryglede personen de højere magter om at få f.eks. en dybere religiøs indsigt eller om at blive indviet i skjulte verdeners hemmeligheder for så at bruge denne viden i jordelivet.
En person valgte ofte et øde sted til sin higen efter en vision, men visionssøgningen kunne også ske sammen med mange jævnaldrende under en fællesceremoni.

## Nordamerika

### Visionssøgning blandt traditionelle prærieindianere
Alle mænd og en del kvinder:101  gennemførte mindst én visionssøgning i deres liv efter ret fastlagte regler.:237  Ikke alle havde held med forehavenet.:238 
Første trin i en visionssøgning var at få adgang til en usynlig, men endda meget virkelig og tilmed dominerende verden. Når kontakten var opnået, håbede visionssøgeren at få medlidenhed fra et overjordisk væsen, knytte varige bånd til det og siden at kunne trække på dets specielle evner ved behov. Resten af livet regnede den ”adopterede” visionssøger med sin personlige hjælpers støtte og vejledning i svære stunder.:9  Ved at lytte og stole på visdommen i de givne råd ville vedkommende forbedre sin skæbe.:238 
Under en vellykket visionssøgning fik personen gerne et vink om sin fremtidige livsbane, og vedkommende blev pålagt både tabuer og regler af sin skytsånd.:104  Ældre, erfarne mænd i stammen hjalp med at tyde svært forståelige visioner.:59  På et tidspunkt efter åbenbaringen skabte visionssøgeren sit personlige, hellige bundt inspireret af åndesynet, muligvis med hjælp fra en kendt kriger eller en hellig person (medicinmand).:9 
Kvinders visioner relaterede især til kreativt håndarbejde:10  og behandling af sygdomme.:101 
Mænd gik navnlig efter at vinde en højt rangeret hjælpers sympati, der fra åndeverdenen kunne bistå dem i kamp og sikre dem sejren over en fjende.:12  Andre fik f.eks. lovning på et langt liv,:240  eller de blev skænket gaven at kunne helbrede folk,:40  have held i spil,:180  kontrollere vejret:46  eller gøre dag til nat for at skjule en flugt.:103 

### Synonymer for en visionssøgning
En lakota ”græd efter en vision”.:9  Da en visionssøger afstod fra både at spise og drikke, ”fastede” arapahoerne,:118 , mens crowerne kaldte en visionssøgning ”at klare sig uden vand”.:80 

### Visionssøgninger i myter og heltesagn
Den allerførste visionssøgning af unge omahaer for at hjælpe deres folk i nød er omtalt i stammens Sacred Legend, der beretter om omahaernes tidligste historie.:129 
En visionssøgning indgår i flere fortællinger om helte i indianske myter og fortællinger,:237  så alle forstod i en tidlig alder fordelene ved frivilligt at gennemføre en.:239 

### Visionsøgerens alder
Alt efter omstændighederne prøvede en mandlig visionssøger gerne for alvor at få sin første kontakt med en hjælper, når han var omkring 20 år gammel.:165  Crow høvding Plenty Coups var kun ni år gammel ved sin første visionssøgning,:34  mens andre var 35 år.:129  Nogle søgte visioner op til 14 gange i livet:7  for at blive accepteret af flere eller stærkere hjælpere og derved skaffe sig nye eller mere værdsatte færdigheder.:129 
Kvinder i crow stammen søgte gerne deres første vision efter at være fyldt 30.:69 

### Grunde til at søge visioner
En almen grund til at fuldføre en visionssøgning var behovet for at sikre sig en mere pålidelig og effektiv hjælp i krisetider end muligt fra menneskelig side.:184 
For mænd kunne ønsket om blodhævn:34  eller stræben efter berømmelse være drivkraften.:38  En hidatsa sikrede sig personlige bundter gennem sine visionssøgninger, da et dyrt stammebundt oversteg hans økonomiske formåen.:246 
Kvinder søgte visioner ved alvorlig sygdom i familien, ægteskabelige kriser, og når de var ramt af en dyb sorg. En mor til et dødt barn forlod engang sin lejr for en visionssøgning som et alternativ til selvmord.:75 
Sidst i 1800-tallet deltog mange oprindelige folk på prærien i den nye Ghost Dance for bl.a. at møde afdøde slægtninge i en vision.:54 

### Steder at søge visioner
Kvinder i mandan stammen kunne betale for at faste på toppen af byens ceremonihytte, mens okipa ceremonien stod på inde i hytten. Mere hyppigt fastede de i deres marker udenfor byen.:174  Stammens mandlige medlemmer brugte okipa ceremonien til at bede om visioner. Et andet traditionelt sted at klage sin nød var ved kranierne af afdøde klanfolk lagt i cirkler på prærien udenfor byen.:76 
Øde bakketoppe og bjerge var generelt mænds foretrukne steder at søge visioner. Gros ventreer gik hyppigt op på Eagle Child Butte.:147  En del crower forsøgte sig i Wolf Mountains:80  eller de mere vilde og stormomsuste toppe i Crazy Mountains, Montana.:43  Flere indridsede eller malede motiver på klippevægge på prærien i USA antages at være visionsøgeres visuelle gengivelser af deres drømmesyn opnået på lokaliteten.:7  Gammel klippekunst i Writing-On-Stone Provinspark, Alberta, menes at være lavet af heldige visionssøgere efter en faste mellem stedets bizarra sandstensformationer.:59 
Cheyennen Roman Nose fastede på en ø i en sø.:12  Mange så potentialet i at faste under en trætop med en beboet rovfuglerede i,:77  ligesom fuglefængere foretog en kort visionssøgning i forbindelse med en ørnefangst.:183  Bighorn medicinhjulet i Wyoming er også et sted forbundet med visionssøgninger.:74  En oplagt plads for shoshoner at påkalde sig opmærksomhed fra undersøiske ånder var ved de varme, mineralske kilder i nærheden af Thermapolis, Wyoming.:1594 
Afholdelse af store fællesceremonier som en soldans var en lejlighed for mænd til at prøve at få en vision i fuld offentlighed.:99 

### Længden af en visionssøgning
Det tog typisk fire døgn for en mand at gennemføre en visionssøgning,:8  også hvis den fandt sted om vinteren.:60  Visionsøgningen sluttede dog gerne, hvis den fastende fik en åbenbaring, inden de fire døgn var gået.:185  Kvinder fastede i reglen et døgns tid.:174 
Nogle blev skræmt over mørket, ensomheden og udsigten til at høre fremmede stemmer fra en ukendt verden under deres første visionssøgninger, og de opgav hurtigt deres forehavende. Andre magtede ikke at stå imod tørsten og sulten.:56 
Der er eksempler på visionssøgninger af syv døgns varighed:129  og mere sjældent ni døgn.:65 

### Måder at søge visioner på
En hellig mand i stammen eller et ældre familiemedlem forklarede gerne en uøvet visionssøger om de teoretiske og praktiske aspekter ved en stræbe efter kontakt med åndeverdenen.:132 
Alene eller i små grupper drog visionssøgere hen til egnede pladser, gerne efter først at have renset sig i en svedehytte, vasket sig grundigt i et vandløb:56  og ført en røgelse af f.eks. fyrrenåle hen over alle dele af kroppen.:43  Som led i en forberedelse kunne en visionssøger eksempelvis male sig med hvidt ler (f.eks. hidatsa):197  eller farve ansigtet sort med trækul (ponca).:146 
Nogle stablede sten op i lave mure at ligge mellem på den udsete plads.:75  Crowerne kaldte sådanne runde:46  eller aflange stensenge for ”et sted at få visioner”.:81  Skønt målet for en visionssøger var at få medlidenhed fra et overjordisk væsen ved at fremstå ynkværdig og sårbar,:81  dækkede nogle sig med en hvidmalet bisonkappe i stensengen.:44  En lakota gravede et trangt, 60 cm dybt hul at sidde i hvilestilling i på en bakketop og placerede fire bisonskind samt lidt tobak omkring fordybningen. Nord for hullet lå et bisonkranie bemalet med blå striber, mens en pibe stoppet med cansasa (rød, hellig ”tobak”) lå på det.:185 
Ingen hverken spiste eller slukkede tørsten under en visionssøgning.:80 
Med gråd i stemmen berettede visionssøgeren om sit miserable liv, og om hvordan en vision ville forandre alt.:43  De fleste stod oprejst eller gik lidt omkring på må og få og lagde sig udelukkende til at sove, når det var umuligt for dem at holde sig vågen og stå på benene mere.:44 
På et tidspunkt skar en visionssøger måske det yderste led af en finger, holdt den afskårne stump op mod solen og bad om en særlig god vision.:44  I håb om at erobre heste kunne man give et kødoffer af sin egen hud skåret ud i form som en hestehov.:62  Skikken med at fremme en vision via selvtortur var mest brugt blandt de nordlige præriestammer.:21  Kun få kvinder greb til selvtortur.:173 
En visionssøger stoppede gerne sin faste, når ønsket om en vision var opfyldt. Personen vendte tilbage til sin lejr og afsluttede typisk sin prøvelse i en svedehytte.:45 

### Åbenbaringerne
En hjælper viste sig traditionelt i form af en person,:73  et fantasivæsen eller som et dyr eller en fugl.:79  I flere visioner antog hjælperen skiftevis menneske- og dyreskikkelse.:125  Nogle visionssøgere hørte deres navn blive kaldt, hvorpå de fulgte en vejviser hen til deres hjælpende ånd, hvor de lærte om deres fremtidige liv.:61 
At få en hellig bjørn til hjælper indebar ofte at kunne helbrede skudsår.:351  Stjernetegn,:243  solen og månen adopterede visionssøgere,:11  ligesom f.eks. hellige bisoner, oddere:12  og skildpadder gjorde det. :428  Dværge gav sig til kende overfor visionssøgere:40  på lige linje med f.eks. tordenfugle:9  og høge.:69 
Cheyenner med visioner om lyn og torden blev hellige Contraries,:105  der måtte reagere modsat af, hvad man bad dem om.:105  De kurerede folk, der var bange for torden.:108 
En kvinde fik råd af en klog kone i én vision og af et rådyr i en anden.:76  En søster til en dræbt kriger blev opsøgt af hans coupstav i sin vision og blev en kendt helbreder.:81  Lakota kvinder mestrede broderi på skind med træpindsvine-pigge og perler efter at have mødt den mytologiske Double Woman, der delte sit kunstneriske talent for brugen af nål og senetråd med dem.:33 

### Påbud og tabuer
Givne påbud og restriktioner skulle nøje følges for at få gavn af den indgåede pagt med en overjordisk hjælper.:3  Før brug skulle en hellig genstand f.eks. holdes over en røgelse af en helt bestemt bjergurt.:125  Nogle måtte ikke spise visse udskæringer af nedlagt vildt;:94  andre skulle undgå mad rørt af metal.:177 

### Visionen – ægte eller falsk?
Kvaliteten og ægtheden af en vision blev bedømt på visionsøgerens praktiske resultater.:238 
Alle hidatsaer godtog en medicinmands evner, efter at han fik en græshoppesværm til at lette fra kvindernes marker og reddede majshøsten.:204  Cheyennerne havde kun foragt tilovers for Wolf Man (Bullet Proof), da hans påstand om at kunne gøre folk usårlige resulterede i to godtroende krigeres død ved amerikansk geværild.:311 